# Miroslav Junec
Miroslav Junec (* 3. März 1959) ist ein ehemaliger tschechoslowakischer Radrennfahrer und nationaler Meister im Radsport.

## Sportliche Laufbahn
Junec war Bahnradsportler. Gemeinsam Miroslav Kundera, Pavel Soukup und Svatopluk Buchta gewann er bei den UCI-Bahn-Weltmeisterschaften 1987 die Bronzemedaille in der Mannschaftsverfolgung. 1977 hatte er bei den UCI-Bahn-Weltmeisterschaften der Junioren Gold im Punktefahren und Silber im 1000-Meter-Zeitfahren gewonnen.
Die nationale Meisterschaft im 1000-Meter-Zeitfahren gewann Junec 1980 vor Vratislav Šustr. 1981 verteidigte er den Titel. 1984 holte er den nationalen Titel in der Mannschaftsverfolgung. 1979 siegte er im Sechstagerennen der Amateure von Brno mit Vladimír Vačkář als Partner.
Im Straßenradsport bestritt er mit der Nationalmannschaft 1982 die Polen-Rundfahrt.